# بایانزورخ
بایانزورخ (به لاتین: Bayanzürkh) یک منطقهٔ مسکونی در مغولستان است که در اولان‌باتور واقع شده‌است.